# Cyrtoxipha confusa
Cyrtoxipha confusa är en insektsart som beskrevs av Walker, T.J. 1969. Cyrtoxipha confusa ingår i släktet Cyrtoxipha och familjen syrsor. Inga underarter finns listade i Catalogue of Life.